# Sicana
Sicana là một chi thực vật có hoa trong họ Cucurbitaceae.

## Loài
Chi Sicana gồm các loài: